# 宇城市立当尾小学校
宇城市立当尾小学校（うきしりつ とうのおしょうがっこう）は、熊本県宇城市松橋町曲野にある公立小学校。

## 沿革
- 1873年（明治6年）4月 - 曲野校・古保校・浦川内校を創立
- 1887年（明治20年）4月1日 - 現在地に移転。3校が統合し当尾尋常小学校と改称
- 1889年（明治22年）4月1日 - 久具校新設
- 1906年（明治39年）4月1日 - 久具校を合併
- 1918年（大正7年）4月1日 - 当尾尋常高等小学校と改称
- 1941年（昭和16年） - 当尾国民学校と改称
- 1947年（昭和22年） - 当尾村立当尾小学校と改称、当尾中学校設置
- 1954年（昭和29年） - 町村合併により松橋町立当尾小学校と改称
- 2005年（平成17年） - 町村合併により宇城市立当尾小学校と改称

## 関係機関
- 宇城市立松橋中学校